# 라니우스 누비쿠스

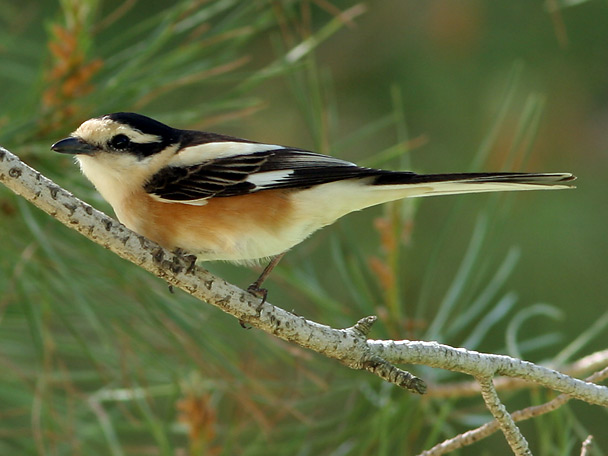

라니우스 누비쿠스(Lanius nubicus)는 때까치과(Laniidae)에 속하는 새의 한 종 (생물학)이다. 유럽 남동부와 지중해 동부 끝에서 번식하며, 이라크 동부와 이란 서부에 별도의 개체군이 있다. 철새이며 주로 아프리카 북동부에서 월동한다. 단거리 이주이기는 하지만 북유럽과 서유럽을 비롯한 다른 곳에서도 부랑자가 광범위하게 발생하고 있다. 이 종 중에서 가장 작은 종으로, 꼬리가 길고 부리가 구부러져 있다. 수컷은 윗부분이 주로 검은색이며 정수리, 이마, 눈썹선에는 흰색이 있고 어깨와 날개에는 큰 흰색 반점이 있다. 목, 목 옆면, 밑 부분은 흰색이고 옆구리와 가슴은 주황색이다. 암컷은 수컷보다 더 칙칙한 버전으로 윗부분은 갈색을 띤 검은색이고 어깨와 아랫부분은 회색 또는 담황색이다. 어린 새끼는 윗부분이 회갈색이고 이마가 더 옅으며 머리에서 엉덩이까지 막혀 있고 밑 부분은 황백색이고 날개는 흰색 기본 패치와 별도로 갈색이다. 종의 울음소리는 짧고 거슬리지만, 그 노래에는 명곡 같은 멜로디의 요소가 있다.

### Vocalisations
- Alarm call at Xeno-canto
- Song at Xeno-canto

### Further information
- Lanius nubicus - Field Guide: Birds of the World - Flickr
- “Lanius nubicus”. 《Avibase》.